# 语系列表
自然语言应当按照语言间的起源和演化关系来分类，但由于语言与生物物种不同，任何语言都能相互影响，使得语言分类十分困难，语言间到底是借词、同源还是语言联盟亦或三者都有，很多时候都存在巨大争议。
有些学者为了避免这些争议，在不涉及相关问题时，只是简单地按照语言的地理分布对语言进行分类，这不应当被看做语言的系属分类。下述的第一种和第二种分类法属于系属分类，第三种和第四种不是系属分类。

## 世界主要语系

### 按地理区域分布
以下依照地理区的划分，分類 Ethnologue: Languages of the World (2005) 和 The Linguist List 所列的世界上主要语系。必須注意，地理区的划分只是为了方便读者对世界上各语系的地理位置有基本的概念，并不意味被归为同一地理区的语系有语言学上的亲属关系，更不表示这些地理区可以构成语系和语系之间的“大语系”。最后一节是一些语言学者所提议过的“大语系”，但是这些概念都还有争议，并不被多数语言学家认可。
这里所列的语系并不完全（尤其是北美洲和南美洲的部分），如果要查目前世界上比较完整之语系的话，可以参考 Ethnologue: Languages of the World（2005）的报告。

#### 非洲和西南亚洲的语系
- 亚非语系（页面存档备份，存于），旧称闪含语系
- 尼日尔-刚果语系（页面存档备份，存于）
- 尼罗-撒哈拉语系（页面存档备份，存于）
- 科依桑语系（页面存档备份，存于）（有科依桑学者把它拆为 Khoe, Tuu 和 Juu-ǂHoan 三个语系）

#### 欧洲以及北亚、西亚、南亚的语系
- 印欧语系（页面存档备份，存于）
- 阿尔泰语系（页面存档备份，存于）（有争议）
- 乌拉尔语系（页面存档备份，存于）
- 达罗毗荼语系（页面存档备份，存于）
- 高加索语言（有两至三个语系，有分为南高加索语系（或称卡特维尔语系）（页面存档备份，存于）、北高加索语系（页面存档备份，存于）两个语系，有分为南、西北、东三个语系）
- 尤卡吉尔语系（页面存档备份，存于）
- 楚科奇-堪察加语系（页面存档备份，存于）
- 叶尼塞语系（页面存档备份，存于）

#### 东亚、东南亚、以及太平洋区的语系
- 安达曼语系（页面存档备份，存于）
- 南亚语系（页面存档备份，存于）
- 南岛语系（页面存档备份，存于）
- 汉藏语系（页面存档备份，存于）
- 壮侗语族（页面存档备份，存于）（中国学者将其列入汉藏语系）
- 苗瑶语族（页面存档备份，存于）（中国学者将其列入汉藏语系）
- 日琉语族（页面存档备份，存于）（一些学者将其列入阿尔泰语系，亦有视日语和琉球语为孤立语言）
- 朝鲜语族（页面存档备份，存于）（一些学者将其列入阿尔泰语系，亦有视朝鲜语为孤立语言）

#### 新几内亚与其邻近地区
- Amto-Musan languages（页面存档备份，存于）[]
- Bayono-Awbono languages（页面存档备份，存于）[]
- 东巴布亚语系（页面存档备份，存于）（页面存档备份，存于）（East Papuan languages）
- 东鸟首语系（页面存档备份，存于）（East Bird's Head languages）
- 海尔芬克湾语系（页面存档备份，存于）（页面存档备份，存于）（Geelvink Bay languages）
- Kwomtari-Baibai languages（页面存档备份，存于）[]
- Left May languages（页面存档备份，存于）[]
- 下曼伯拉莫语系（页面存档备份，存于）（Lower Mamberamo）
- 塞皮克-拉穆语系（页面存档备份，存于）（页面存档备份，存于）（Sepik-Ramu languages）
- Sko languages（页面存档备份，存于）
- 托里塞利语系（页面存档备份，存于）（页面存档备份，存于）（Torricelli languages）
- 跨新几内亚语系（页面存档备份，存于）（Trans-New Guinea languagues）
- 西巴布亚语系（页面存档备份，存于）（页面存档备份，存于）（West Papuan languages）

#### 澳大利亚
《民族语》把帕马-恩永甘语系在内的多个语系，归入澳大利亚语系（页面存档备份，存于）（页面存档备份，存于）之内。

#### 北美洲的语系

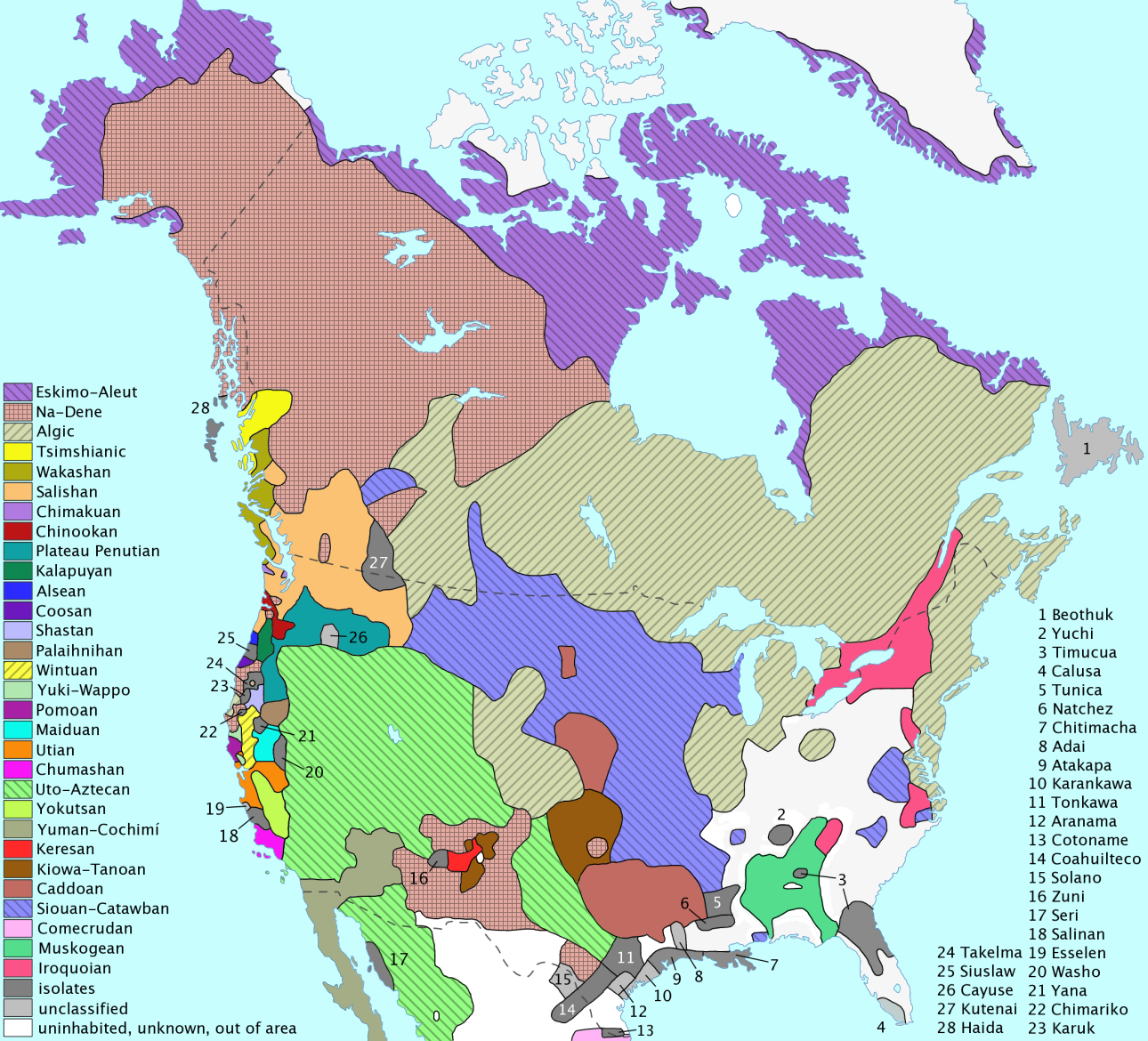
北美洲的语系及孤岛语言分布图

- 阿尔吉克语系（页面存档备份，存于）（页面存档备份，存于）（Algic languages）
- 卡多语系（页面存档备份，存于）（页面存档备份，存于）（Caddoan languages）
- 奇玛空语系（页面存档备份，存于）（页面存档备份，存于）（Chimakuan languages）
- 丘马什语系（页面存档备份，存于）（页面存档备份，存于）（Chumashan languages）
- Coahuiltecan language（页面存档备份，存于）（页面存档备份，存于）
- 爱斯基摩-阿留申语系（页面存档备份，存于）（页面存档备份，存于）（Eskimo-Aleut languages）
- 海湾语系（页面存档备份，存于）（页面存档备份，存于）（Gulf languages）
- 霍坎语系（页面存档备份，存于）（页面存档备份，存于）（Hokan languages）
- 易洛魁语系（页面存档备份，存于）（页面存档备份，存于）（Iroquoian languages）
- 凯瑞斯语系（页面存档备份，存于）（Keres language）
- 基欧瓦-塔诺安语系（页面存档备份，存于）（页面存档备份，存于）（Kiowa Tanoan language）
- 玛雅语系（页面存档备份，存于）（Mayan languages）
- 米塞-索克语系（页面存档备份，存于）（页面存档备份，存于）（Mixe-Zoquean languages）
- 穆斯科格语系（页面存档备份，存于）（页面存档备份，存于）（Muskogean languages）
- 纳-德内语系（页面存档备份，存于）（Na-Dené languages）
- 奥托-曼格安语系（页面存档备份，存于）（页面存档备份，存于）（Oto-Manguean languages）
- 佩努蒂亚语系（页面存档备份，存于）（页面存档备份，存于）（Penutian languages）
- 萨利希语系（页面存档备份，存于）（Salishan languages）
- 苏语系（页面存档备份，存于）（页面存档备份，存于）（Siouan languages）
- 托托纳克语系（页面存档备份，存于）（Totonacan languages）
- 犹他-阿兹特克语系（页面存档备份，存于）（Uto-Aztecan languages）
- 瓦卡什语系（页面存档备份，存于）[]（Wakashan languages）
- Yuki languages（页面存档备份，存于）（页面存档备份，存于）

#### 中美洲与南美洲的语系
- 阿拉卡卢夫语系（页面存档备份，存于）（页面存档备份，存于）（Alacalufan languages，南美洲）
- 阿尔吉克语系（页面存档备份，存于）（页面存档备份，存于）（Algic languages，北美洲与中美洲）
- 阿拉瓦语系（页面存档备份，存于）（页面存档备份，存于）（Arauan languages，南美洲）
- 阿劳坎语系（页面存档备份，存于）[]（Araucanian languages，南美洲）
- 阿拉瓦克语系（页面存档备份，存于）（Arawakan languages，南美洲与加勒比海）
- 阿拉塔尼-塞普语系（页面存档备份，存于）（页面存档备份，存于）（Arutani-Sape languages，南美洲）
- 艾马拉语系（页面存档备份，存于）[]（Aymaran languages，南美洲）
- Barbacoan languages（页面存档备份，存于）（页面存档备份，存于）（南美洲）
- Cahuapanan languages（页面存档备份，存于）（南美洲）
- 加勒比语系（页面存档备份，存于）（页面存档备份，存于）（Carib languages，南美洲）
- 查帕库拉-万汗姆语系（页面存档备份，存于）（页面存档备份，存于）（Chapacura-Wanham languages，南美洲）
- 奇布恰语系（页面存档备份，存于）（页面存档备份，存于）（Chibchan languages，中美洲与南美洲）
- 乔科语系（页面存档备份，存于）（页面存档备份，存于）（Choco languages，南美洲）
- Chon languages（页面存档备份，存于）（页面存档备份，存于）（南美洲）
- Guahiban languages（页面存档备份，存于）（南美洲）
- Harakmbet languages（页面存档备份，存于）（南美洲）
- Hibito-Cholon languages（页面存档备份，存于）（页面存档备份，存于）（南美洲）
- 霍坎语系（页面存档备份，存于）（页面存档备份，存于）（Hokan languages，北美洲与中美洲）
- Huavean languages（页面存档备份，存于）（中美洲）
- 希瓦罗语系（页面存档备份，存于）（Jivaroan languages，南美洲）
- Katukinan languages（页面存档备份，存于）（页面存档备份，存于）（南美洲）
- 吕勒-维勒拉语系（页面存档备份，存于）（页面存档备份，存于）（Lule-Vilela languages，南美洲）
- Macro-Ge languages（页面存档备份，存于）（页面存档备份，存于）（南美洲）
- 马库语系（页面存档备份，存于）（Maku languages，南美洲）
- Mascoian languages（页面存档备份，存于）（页面存档备份，存于）（南美洲）
- 马塔科-加高老语系（页面存档备份，存于）（页面存档备份，存于）（Mataco-Guaicuru languages，南美洲）
- 玛雅语系（页面存档备份，存于）（Mayan languages，北美洲与中美洲）
- Misumalpan languages（页面存档备份，存于）（页面存档备份，存于）（中美洲）
- 穆拉语系（页面存档备份，存于）（Mura languages，南美洲）
- Nambiquaran languages（页面存档备份，存于）（南美洲）
- 奥托-曼格语系（页面存档备份，存于）（页面存档备份，存于）（Oto-Manguean，北美洲与中美洲）
- 帕诺语系（页面存档备份，存于）（页面存档备份，存于）（Panoan languages，南美洲）
- Peba-Yaguan languages（页面存档备份，存于）（页面存档备份，存于）（南美洲）
- 克丘亚语系（页面存档备份，存于）（Quechuan languages，南美洲）
- Salivan languages（页面存档备份，存于）（南美洲）
- 苏布蒂亚瓦语系（页面存档备份，存于）（页面存档备份，存于）（Subtiaba-Tlapanec languages，中美洲）
- Tacanan languages（页面存档备份，存于）（页面存档备份，存于）（南美洲）
- 图卡诺安语系（页面存档备份，存于）（Tucanoan languages，南美洲）
- 图皮语系（页面存档备份，存于）（Tupian languages，南美洲）
- 乌鲁-奇帕亚语系（页面存档备份，存于）（页面存档备份，存于）（Uru-Chipaya languages，南美洲）
- 犹他-阿兹特克语系（页面存档备份，存于）（Uto-Aztecan languages，北美洲与中美洲）
- 塔拉斯科语系（页面存档备份，存于）[]（Tarascan languages，中美洲）
- （Witotoan languages，南美洲）
- 雅诺马莫语系（页面存档备份，存于）[][Yanomam languages]（页面存档备份，存于）[]（南美洲）
- Zamucoan languages（页面存档备份，存于）[]（南美洲）
- 萨帕罗语系（页面存档备份，存于）（页面存档备份，存于）（Zaparoan languages，南美洲）

### 依《民族语》划分
以《民族语：全世界的语言》“Ethnologue”（2024）分类，种类最多的15个语系如下，不包含孤立語言（104種）、手語（159種）、克里奧爾語（92種）、皮欽語（17種）、未分類語言（56種）：
1. 尼日尔-刚果语系（1552种语言）
2. 南島語系（1256种语言）
3. 跨新几内亚语系（481种语言）
4. 汉藏语系（458种语言）
5. 印欧语系（454种语言）
6. 澳大利亞原住民語言（384种语言）[註 1]
7. 亚非语系（382种语言）
8. 尼罗-撒哈拉语系（210种语言）
9. 歐托-曼格語系（179种语言）
10. 南亚语系（167种语言）
11. 壮侗语系（91种语言）
12. 达罗毗荼语系（85种语言）
13. 图皮语系（76种语言）
14. 猶他-阿茲特克語系（63種語言）
15. 托里切利語系、阿拉瓦克語系（57种语言）

## 孤立语言

### 中美洲与南美洲
- Aikaná（巴西朗多尼亚）
- Andoque（哥伦比亚、秘鲁）
- 艾马拉语（Aymara language，秘鲁、玻利维亚）
- Betoi（哥伦比亚）
- Camsá（哥伦比亚）
- Canichana（玻利维亚）
- Cayubaba（玻利维亚）
- Cofán（哥伦比亚、厄瓜多尔）
- Huaorani (a.k.a. Sabela, Waorani, Waodani)（厄瓜多尔、秘鲁）
- Irantxe（巴西马托格罗索）
- Itonama（玻利维亚）
- Jotí（委内瑞拉）
- Koayá（巴西朗多尼亚）
- Mapudungun（智利、阿根廷）
- Movima（玻利维亚）
- Munichi（秘鲁）
- Nambiquaran（巴西马托格罗索）
- Omurano（秘鲁）
- Otí（巴西圣保罗；已灭绝）
- Pankararú（巴西伯南布哥）
- Puelche（阿根廷、智利）
- Puinave（哥伦比亚）
- Puquina (玻利维亚；已灭绝）
- 克丘亚语（Quechua language，秘鲁）
- Taushiro（秘鲁）
- Tequiraca（秘鲁）
- Ticuna（哥伦比亚、秘鲁、巴西）
- Warao（圭亚那、苏里南、委内瑞拉）
- Yámana (a.k.a Yagan)（智利）
- Yuracare（玻利维亚）
- Yuri（哥伦比亚、巴西）
- Yurumanguí（哥伦比亚）

### 北美洲
- Chimariko（美国加里福尼亚）
- Chitimacha（美国路易斯安那）
- Coahuilteco（美国德克萨斯、墨西哥北部）
- Cuitlatec（墨西哥格雷罗；已灭绝）
- Esselen（美国加里福尼亚）
- Haida（加拿大不列颠哥伦比亚、美国阿拉斯加）
- Huave（墨西哥瓦哈卡）
- Karankawa（美国得克萨斯；已灭绝）
- Karok (a.k.a. Karuk)（美国加里福尼亚）
- Keres（美国新墨西哥）
- Kootenai（加拿大不列颠哥伦比亚、美国爱达荷、蒙大拿）
- Natchez（美国密西西比、路易斯安那） (有时被归类至穆斯科格语系)
- P'urhépecha (a.k.a. Tarascan)（墨西哥米却肯）
- Salinan（美国加里福尼亚）
- Seri（墨西哥索诺拉）
- Siuslaw（美国俄勒冈）
- Takelma（美国俄勒冈）
- Timucua（美国佛罗里达、佐治亚）
- Tonkawa（美国得克萨斯；已灭绝）
- Tunica（美国密西西比、路易斯安那、阿肯色）
- Washo（美国加里福尼亚、内华达）
- Yana（美国加里福尼亚）
- Yuchi（美国佛罗里达、俄克拉何马）
- Zuni (a.k.a. Shiwi)（美国新墨西哥）

### 澳大利亚
- Enindhilyagwa (AKA Andilyaugwa, Anindilyakwa)
- Laragiya
- Minkin（已灭绝；perhaps a member of Yiwaidjan or Tankic）
- Ngurmbur (perhaps a member of Macro-Pama-Nyungan)
- Tiwi (Melville and Bathurst Islands)

### 新几内亚
- Abinomn (Baso, Foia)（北伊利安）
- Anêm（新不列颠）
- Ata (Pele-Ata, Wasi)（新不列颠）
- Busa（桑道恩）
- Isirawa（北伊利安）
- Kol（新不列颠）
- Kuot (Panaras)（新爱尔兰）
- Massep
- Kwotari-Baibai (a.k.a. Pyu)
- Sulka（新不列颠）
- Taiap (Gapun)（塞皮克）
- Yalë (Nagatman)（桑道恩）
- Yawa（吉伶克湾）
- Yélî Dnye (Yele)（伦内尔岛）
- Yuri (Karkar)（桑道恩）

### 亚洲
- 阿伊努语（日本和俄罗斯；有时被归类至阿尔泰语系或古西伯利亚语言）
- 尼夫赫语（日本和俄罗斯；有时被归类至楚科奇-堪察加语系或古西伯利亚语言）
- 朝鲜语（韩国、朝鲜、中国、俄罗斯、哈萨克斯坦；有时被归类至阿尔泰语系）
- 济州语（韩国济州岛；有时被归类至阿尔泰语系）
- 日本语（日本；有时被归类至阿尔泰语系）
- 琉球语（日本冲绳县；有时被归类至阿尔泰语系）
- Kusunda（尼泊尔）
- Kalto or Nihali（印度；有时被归类至蒙达语族）
- 布鲁沙斯基语（印度和巴基斯坦；有时被归类至叶尼塞语系）
- 埃兰语（伊朗；已灭绝；有时被归类至达罗毗荼语系）
- 苏美尔语（伊拉克；已灭绝）
- 哈梯語（Hattic；土耳其；已灭绝；有时被归类至西北高加索语系）
- Shompen（尼科巴群岛；已知甚少，有可能是两种语言）

### 非洲
- 哈扎语（Hadza；坦桑尼亚）
- 桑达韦语（Sandawe；坦桑尼亚；或许与Khoe有关连）

### 欧洲
- 巴斯克语
- 伊特拉斯坎语（已灭亡）
- 皮克特语（待确定）（已灭亡）

## 提议的大语系
- 胡里安-乌拉尔图语系（英语：Hurro-Urartian languages）（页面存档备份，存于）（包括胡里安语和乌拉尔图语，已消亡）
- 第勒尼安语系（页面存档备份，存于）（包括伊特鲁里亚语和利姆諾斯语，已消亡）
- Alarodian
- Almosan (= Sapir's Algonkin-Wakashan)
- Almosan-Keresiouan3
- Algonkian-Gulf Algonquin, Algonkin
- Amerind
  - Central Amerind
- Andean
- Aztec-Tanoan
- 南方语系（Austric）
- 扶餘語系
- Chibchan-Paezan
- 汉-高加索语系（Dené-Caucasian）
- 赤道语系（Equatorial languages）
- 歐亞語系（Eurasiatic languages）
- 汉宋语系（Finno-Sinic）
- 霍坎-大苏语系（Hokan-Siouan）
- Ibero-Caucasian
- 印度-太平洋语系（Indo-Pacific）
- Keresiouan
- 刚果-撒哈拉语系（Kongo-Saharan）
- Macro-Carib
- Macro-Ge
- Macro-Khoisan
- Macro-Mayan
- Macro-Panoan
- Macro-Siouan
- Macro-Tucanoan
- Mosan
- 诺斯特拉提克语系（Nostratic）
- Nostratic-Amerind
- 原世界语
- Proto-Pontic
- Quechumaran
- 乌拉尔-阿尔泰语系（Ural-Altaic）
- Uralo-Siberian languages
- Wappo-Yukian
- 汉-南岛语系